# وتهیلکس
وتهیلکس (به لاتین: Vathylakas) یک منطقهٔ مسکونی در قبرس است که در ناحیه فاماگوستا واقع شده‌است.